# Ifjúsági szálló
Az ifjúsági szálló  olyan egyéb kereskedelmi szálláshely, mely szolgáltatásainak választéka és technikai felszereltsége alapján nem felel meg a szálloda jellegű kereskedelmi szálláshely kategóriának. 
Magyarországon ezért egyéb kereskedelmi szálláshely osztályozást kapott a 2003. évi 54. számú rendelet alapján.  

## Az ifjúsági szálló osztályba sorolási követelményei

### "A" kategóriájú ifjúsági szálló
Az "A" kategóriájú ifjúsági szálló legalább a következő szolgáltatásokat nyújtja:
- 1. Recepciószolgálat vagy azt ellátni képes ügyelet. Az éjszakai bejárás lehetősége biztosított.
- 2. Nemek szerint elkülönített hálóhelyiségek külön bejárattal. Ágyanként legalább 4 m2 alapterület vagy személyenként 5 m3/fő légtér áll rendelkezésre, az ágyak mérete legalább 80 x 190 cm és az ágyak közötti távolság legalább 75 cm. Emeletes ágy használata megengedett. Az ágyakon ágybetét van. Ágynemű biztosítása nem kötelező. A szobában csomagok tárolására lehetőség van. Tájékoztatás az árakról és a menekülési útvonalról.
- 3. Nemenként elkülönített mosdási vagy zuhanyozási lehetőség meleg vízzel, és 10 főként, nemenként elkülönített WC. A közös mosdóhelyiségekben szappan és kézszárítási lehetőség.
- 4. Szálláshelyen belül telefonszolgáltatás.
- 5. Helyben étkezési vagy főzési lehetőség.
- 6. A vendégek részére közös fedett helyiség és/vagy a szabadban közös terület.
- 7. Csomagmegőrzés a szálláshelyen.

### "B" kategóriájú ifjúsági szálló
A "B" kategóriájú ifjúsági szálló megfelel az "A" kategóriában meghatározott és a következő feltételeknek:
- 1. 7-22 óráig recepciószolgálat vagy azt ellátni képes ügyelet.
- 2. Nemek szerint elkülönített hálóhelyiségek külön bejárattal. Az ágyak száma hálóhelyiségenként a 8-at nem haladhatja meg. Emeletes ágy használata megengedett. Az ágyak párnával, takaróval felszereltek. Ágynemű szolgáltatás. A szobákban az ágyszámnak megfelelő ülőalkalmatosság, valamint legalább egy asztal van.
- 3. Nemenként 15 főre legalább egy zuhanyozó, 6 főre egy mosdó, 10 főre egy WC.
- 4. A szálláshelyen belül fax-szolgáltatás biztosított.
- 5. A helyben főzéshez szükséges alapvető eszközök rendelkezésre állnak.
- 6. A közös fedett helyiségben televízió vagy rádió áll a vendégek rendelkezésére.
- 7. A szálláshelyen a csomagok tárolására külön szoba áll rendelkezésre és értékmegőrző szolgáltatás.
- 8. A szálláshelyen, valamint az annak környezetében igénybe vehető szolgáltatásokról információszolgáltatás a vendégek részére.

### "C" kategóriájú ifjúsági szálló
A "C" kategóriájú ifjúsági szálló megfelel a "B" kategóriában meghatározott és a következő feltételeknek:
- 1. 24 órás recepciószolgálat vagy azt ellátni képes ügyelet.
- 2. Az ágyak száma hálóhelyiségenként a 6-ot nem haladja meg. Emeletes ágy használata megengedett. A városban működő ifjúsági szálláshelyen ágyneműcsere háromnaponként, üdülőprogramok esetén legalább hatnaponként. A hálószobákban a vendégek csomagjai egyénileg zárható módon helyezhetők el. A hálószobákban egyéni olvasólámpa, ágyanként legalább két vállfa áll a vendégek rendelkezésére.
- 3. Nemenként 10 főre legalább egy zuhanyozó, 6 főre egy mosdó, 6 főként egy WC áll a vendégek rendelkezésére.
- 4. A szálláshelyen a la carte rendszerű melegkonyhás étterem üzemel.
- 5. A vendégek részére szórakoztató játékok állnak rendelkezésre.
- 6. A vendégek részére egyéni értékmegőrzési lehetőség.
- 7. A szálláshelyen, valamint az annak környezetében igénybe vehető szolgáltatásokról információszolgáltatás a vendégek részére legalább egy idegen nyelven is.
- 8. A vendégek részére mosási, valamint játék- és sporteszköz kölcsönzési lehetőség áll rendelkezésre.